# Max Berg-Ehlert
Max Otto Leo Berg-Ehlert (21. November 1875 in Stargard in Pommern – 12. August 1953 in Kassel) war ein deutscher Theaterschauspieler und -intendant.

## Leben
Der Sohn eine Kaufmanns widmete sich erst dem Apothekerberuf, machte hierauf zwei Jahre große Reisen, die ihn bis Ägypten führten und ging 1896 zur Bühne. Er debütierte am Hoftheater in Wiesbaden, wo er ein Jahr engagiert blieb und bei Max Köchy dramatischen Unterricht nahm, kam 1897 ans Hoftheater Altenburg, 1898 nach Zwickau, 1900 ans Stadttheater in Königsberg und wurde 1902 für das Residenztheater in Berlin verpflichtet. 
Mit 33 Jahren wurde er 1908 der erste Intendant des Staatstheater Cottbus, von 1912 bis 1914 Intendant am Stadttheater Königsberg und von 1915 bis 1929 Generalintendant am Stadttheater Altenburg. Anschließend, von 1930 bis 1932, war er Intendant in Kassel, 1932/33 in selbiger Position in Wiesbaden und ab der Spielzeit 1933/34 Intendant in Breslau. Zuletzt, bis zu seiner Pensionierung 1940, stand Berg-Ehlert als Generalintendant den Städtischen Bühnen Breslau vor.
Nach dem Ende des Zweiten Weltkrieges nahm er seinen Wohnsitz in Kassel, wo er im Alter von 77 Jahren im Stadtteil Niederzwehren starb.